# Tierra de Barros
Tierra de Barros és una comarca d'Extremadura situada al centre-sud de la província de Badajoz. El cap comarcal és Almendralejo. Té 16 municipis i 74.000 habitants.

## Municipis
- La Albuera
- Aceuchal
- Almendralejo
- Corte de Peleas
- Entrín Bajo
- Entrín Alto
- Hinojosa del Valle
- Hornachos
- Palomas
- Puebla de la Reina
- Puebla del Prior
- Ribera del Fresno
- Torremejía
- Santa Marta de los Barros
- Solana de los Barros
- Aldea de Cortegana
- Aldea de Retamar
- Villalba de los Barros
- Villafranca de los Barros